# 신령한 몸
기독교에서 사도 바울은 신약성경(고전 15:44)에서 영적인 몸(코이네 그리스어: sōma pneumatikos )의 개념을 도입하여 부활한 몸을 자연적인 몸(psychikos)과 대조되는 "영적인 몸"(pneumatikos )으로 묘사했다.
죽은 자의 부활도 그와 같으니 썩을 것으로 심고 썩지 아니할 것으로 다시 살아나며 욕된 것으로 심고 영광스러운 것으로 다시 살아나며 약한 것으로 심고 강한 것으로 다시 살아나며 육의 몸으로 심고 신령한 몸으로 다시 살아나나니 육의 몸이 있은즉 또 영의 몸도 있느니라.— 고전 15:42-44, NIV

전통적인 기독교의 가르침은 바울이 부활한 몸을 필멸의 몸과 비교하여 다른 종류의 몸 [불멸의 몸 또는 썩지 않는 몸을 의미하는 "영적인 몸"(15:53-54)]이 될 것이라고 해석한다. 가톨릭 교회에서는 전통적으로 부활한 몸을 '영광의 몸'이라고 부르며, 이것은 불멸성, 미묘함, 냉정함, 민첩성의 네 가지 특성을 갖고 있다. 저주받은 자들의 몸도 썩지 않은 채로 부활하지만, 영광스럽거나 고통에서 해방되어 있지는 않는다.

## 같이 보기
- 고대 이집트의 영혼